# Symultanizm
Symultanizm (od łac. simultaneus = jednoczesny) – zagadnienie z zakresu teatrologii, literatury i sztuki abstrakcyjnej. Polega na przedstawieniu kilku obrazów, zdarzeń rozgrywających się w tym samym czasie, a w różnych miejscach. W sztuce teatralnej konieczna jest odpowiednia dekoracja pozwalająca na taką akcję. Metoda popularna w średniowiecznych misteriach.
W sztukach plastycznych, głównie w średniowieczu, symultanizm polegał na przedstawianiu w jednej kompozycji szeregu wydarzeń, które miały miejsce w różnym czasie. W malarstwie abstrakcyjnym symultanizm to dopełnianie się barw.